# 汉氏棘胎鳚
漢氏棘胎鳚（學名：Acanthemblemaria hancocki），為輻鰭魚綱鳚形目煙管鳚科棘胎鳚屬的一種，種名是為了紀念收集該樣本的探險隊的領袖、石油大亨和慈善家喬治·艾倫·漢考克船長（1875-1965），分布於中太平洋東部哥斯大黎加與巴拿馬海域，深部1至5公尺，本魚體延長、頭短鈍，頭刺短，在額骨上形成一個三角形斑塊，眼上及鼻孔有觸鬚，口腔頂部側面有多排發育良好的牙齒，眼上有1對分枝觸鬚，鼻孔有觸鬚，背鰭硬棘23-24枚、背鰭軟條12-14枚、臀鰭硬棘2枚、臀鰭軟條23-25枚，無側線、無鱗片，體淺棕褐色，近乎半透明，體中央有一排水平細長的深棕色斑點，虹膜、嘴唇和下巴呈紅色，鰓蓋上有一個大的深褐色斑點，背前外緣紅色，有時背前有一黑點，體長可達4.5公分，棲息在水淺的岩礁區，通常躲在管蟲空巢穴，以浮游動物為食，雌魚產附著性卵，由雄魚守護魚卵，生活習性不明。